# Burgstall Marklkofen I
Der Burgstall Marklkofen I bezeichnet eine abgegangene vor- und frühgeschichtliche Wasserburg in Marklkofen, einer niederbayerischen Gemeinde im Landkreis Dingolfing-Landau. Er liegt nahe der Vils und ist 160 m nordwestlich von der Pfarrkirche Mariä Himmelfahrt entfernt; heute befindet sich das ehemalige Burgareal zwischen der Vilsgasse und dem Schulweg und ist vollständig durch die Grundschule Marklkofen überbaut. Er wird als Bodendenkmal unter der Aktennummer D-2-7441-0241 im Bayernatlas als „verebneter und zum Teil überbauter Wasserburgstall des Mittelalters“ geführt.

## Beschreibung
Auf dem Urkataster von Bayern von ca. 1830 ist hier ein annähernd quadratisches Burgareal von ca. 30 × 30 m zu erkennen. Dieses ist von einem bis zu 15 m breiten Wassergraben umgeben.

## Geschichte
Die Monumenta Wessofontana verzeichnen 1180 die Schenkung eines Hofes mit allen Pertinenzien in Marchilchouen durch den „nobilis Wernhardus de Horbach cum uxore sua Pertha et filiis Chunrado et Udalrico“ an die Peterskirche zu Wessobrunn. Die frühesten Grundherren von Marklkofen waren also die Herren von Haarbach, gefolgt von den Grafen von Leonsberg. Graf Wernhart von Leonsberg verzichtete 1269 auf die Gerichtsbarkeit (Schrannengericht) in Marklkofen.
Der Ministerialenadel beginnt in Marklkofen mit den Florianern. Dietrich Florianer wird 1300 und 1315 genannt; der Letzte dieses Geschlechts ist Meinhart  Florianer (um 1383–1431). Die Tochter Anna des Meinharts heiratete Hans Poxauer zu Poxau und brachte die Hofmark Marklkofen an die Poxauer. 1468 verkaufte der Sohn des Heinrich Poxauer, ebenfalls mit dem Namen Hans, die Hofmark zeitweise an einen Paul Haunberger. Magdalena Poxauer, die Tochter des Hans, brachte die Hofmark auf dem Eheweg an Sebastian von Waldau, der sie an die Seyboldsdorfer verkaufte. 1618 war die Hofmark im Besitz der Frauenberger, von denen sie an die Frauenhofer kam.
1752 wird die Hofmark „Thurn Hofmark Marklkofen“  und 1804 „Thurm Marklkofen“ genannt.
In Marklkofen befanden sich vier Adelssitze (Burgstall Marklkofen I, Burgstall Marklkofen II, Schloss Marklkofen, eventuell Turmhügel Marklkofen). Im 19. Jahrhundert sind alle aufgegeben worden, da die Einnahmen aus den zugehörenden Liegenschaften gering waren und nur wenig einbrachten. Alle sind im 19. Jahrhundert von ihren Besitzern auf Abbruch verkauft worden.